# Військовий лікар (фільм)
«Військовий лікар» (фр. Le toubib) — французький фільм-драма 1979 року, поставлений режисером П'єром Граньє-Дефером за романом Жана Фрестьє «Гармонія, або жахи війни».

## Сюжет
Дія фільму розгортається в майбутньому десь в європейській країні в розпал третьої світової війни.
Відомий лікар-хірург Жан-Марі Деспре (Ален Делон), що розчарувався у житті, очолює пересувну станцію швидкої допомоги. Переживаючи, що від нього пішла дружина, він поринає з головою в роботу. Одного разу до нього направляють медсестру, ідеалістично налаштовану Армоні (Веронік Жанно), хвору невиліковною хворобою. Між двома такими різними людьми на тлі жахів війни спалахує зворушливе почуття, що обірвалося трагічною загибеллю Армони від міни...

## У ролях
| Ален Делон     | ···· | Жан-Марі Депре |
| Веронік Жанно  | ···· | Армоні         |
| Бернар Жиродо  | ···· | Франсуа        |
| Франсін Берже  | ···· | Марсія         |
| Мішель Оклер   | ···· | шеф            |
| Катрін Лашан   | ···· | Зоа            |
| Бернар Ле Кок  | ···· | Жером          |
| Анрі Атталь    | ···· | солдат конвою  |
| Жан-П'єр Бакрі | ···· | анестезіолог   |

## Визнання
| Нагороди та номінації фільму «Військовий лікар» | Нагороди та номінації фільму «Військовий лікар» | Нагороди та номінації фільму «Військовий лікар» | Нагороди та номінації фільму «Військовий лікар» | Нагороди та номінації фільму «Військовий лікар» | Нагороди та номінації фільму «Військовий лікар» |
| Рік                                             | Кінофестиваль/кінопремія                        | Категорія/нагорода                              | Номінант                                        | Результат                                       | Результат                                       |
| ----------------------------------------------- | ----------------------------------------------- | ----------------------------------------------- | ----------------------------------------------- | ----------------------------------------------- | ----------------------------------------------- |
| 1980                                            | Премія «Сезар»                                  | Найкращий актор другого плану                   | Бернар Жиродо                                   | Номінація                                       |                                                 |